# Epitranus obsoletus
Epitranus obsoletus är en stekelart som beskrevs av Boucek 1982. Epitranus obsoletus ingår i släktet Epitranus och familjen bredlårsteklar. Inga underarter finns listade i Catalogue of Life.